# Сент-Франсис (горы)
Сент-Франсис (англ. St. Francois Mountains) — горы на юго-востоке штата Миссури, представляющие собой горный хребет докембрийских вулканических пород, возвышающихся над плато Озарк. Этот хребет является одним из старейших обнажений вулканической породы в Северной Америке. Официальное название гор в GNIS — Saint Francois Mountains, но иногда неправильно используются название St. Francis Mountains, что соответствует правилам англоязычной адаптации французских названий и совпадает с названием округа Сент-Франсис.

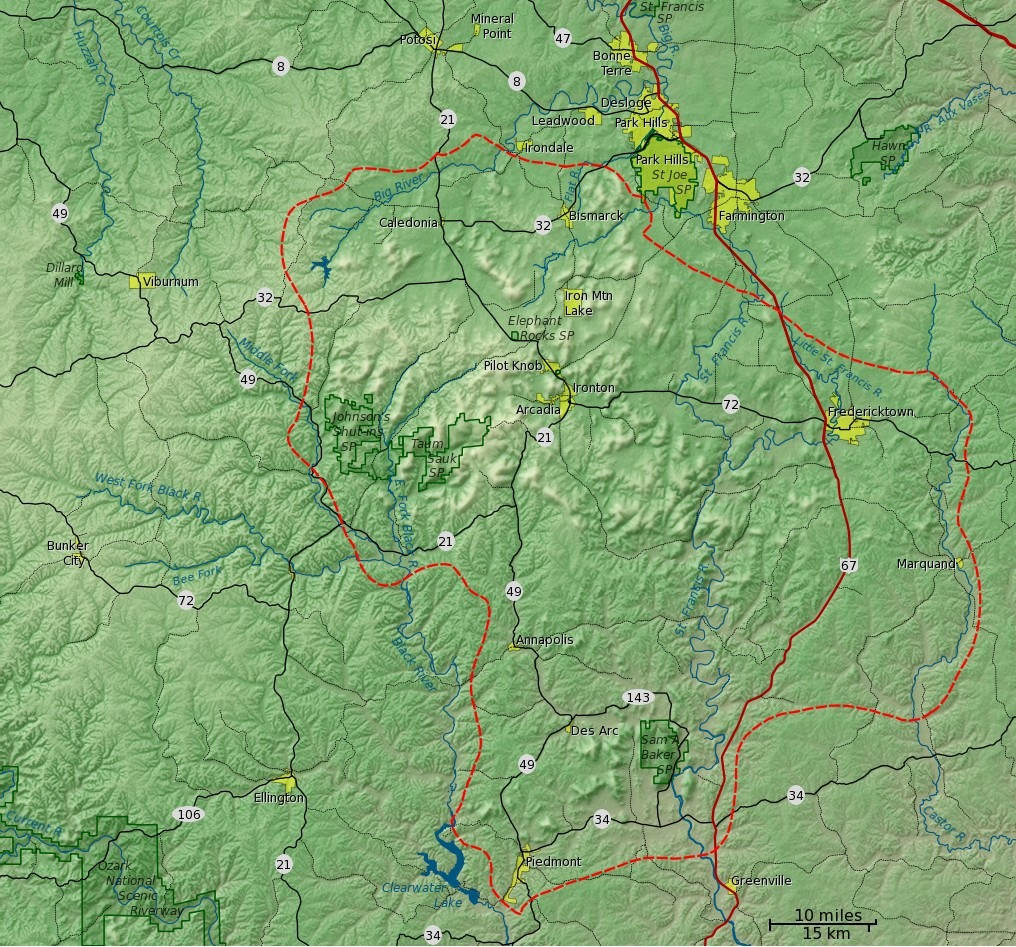
Детальная карта горного региона Сент-Франсис

Название хребта происходит от реки Сент-Франсис, которая берёт своё начало в горах Сент-Франсис. Происхождение названия реки, которое также первоначально произносилось на французском как «François», неясно. Эта территория, часть района Луизиана в Новой Франции, находится недалеко от ранних французских поселений в Миссури, поэтому здесь сохранились многие французские топонимы. Некоторые источники предполагают, что имя присвоено в честь святого Франциска Ассизского (1181/1182–1226), покровителя францисканского ордена, но ни один из первых исследователей региона не был францисканцем. Другая версия гласит, что название реке дал в 1673 году французский иезуит Жак Маркетт, когда исследовал её устье на территории современного Арканзаса. Перед своим путешествием по реке Миссисипи Маркетт провёл некоторое время в миссии святого Франсуа Ксавьера, названной в честь миссионера-иезуита Франциска Ксаверия (1506–1552).  В начале 20 века написание названия реки изменилось с «Франсуа» на «Франсис».

## Геология

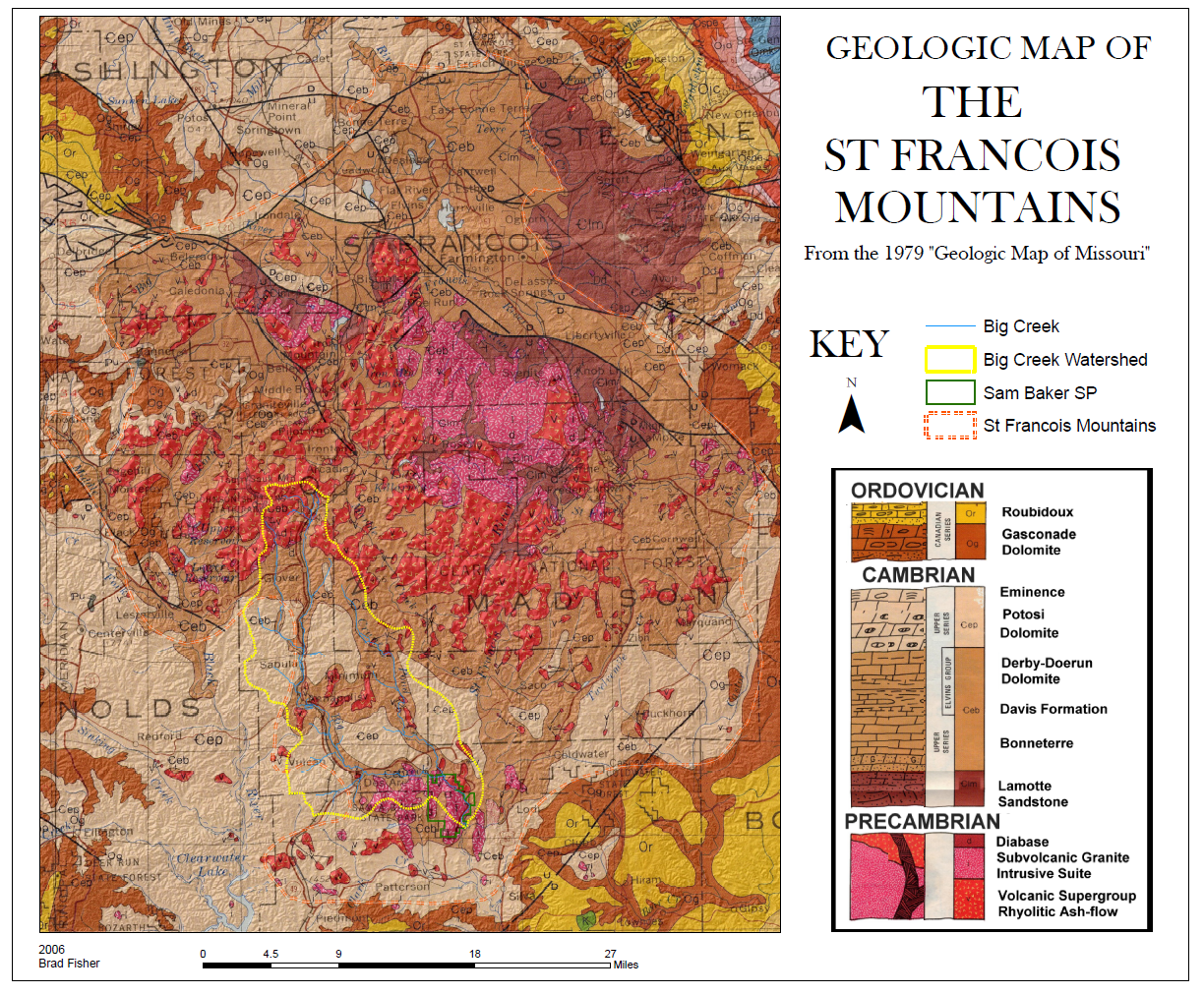
Геологическая карта горного региона Сент-Франсис

Горы Сент-Франсис образовались в результате вулканической и интрузивной активности 1,485 млрд лет назад. Для сравнения: Аппалачи начали формироваться около 460 млн, а Скалистые горы — всего 140 млн лет назад.
Интрузивные породы района сложены тремя типами: гипабиссальными массивами, кольцевыми интрузиями и центральными плутонами.
Гипабиссальные интрузивы аналогичны по геохимии связанным с ними риолитовым вулканитам, в которые они внедряются. Это граниты с гранофировым кварцем, пертитовым калиевым полевым шпатом, биотитом и магнетитом. Они внедряются в риолиты с развитием в месте контакта мелкозернистого гранофира. На глубине они имеют крупнозернистую структуру рапакиви. Гипабиссальные граниты являются наиболее распространёнными магматическими породами и, как считается, были покрыты обширными вулканическими образованиями, удалёнными в результате эрозии.
Кольцевые интрузивы представляют собой высококремнистые тела, которые внедрялись вдоль кольцевых разломов, связанных с обрушением кальдеры. Типы пород включают трахиандезит, трахит, сиенит и амфибол-биотитовый гранит. Обычно они порфировидные.
Центральные плутоны представляют собой высокоразвитые двухслюдистые (содержащие как биотит, так и мусковит) граниты. Отличительные акцессорные минералы включают: флюорит, топаз, апатит, шпинель, алланит, сфен и касситерит. Они обогащены оловом, литием, бериллием, рубидием, барием, иттрием, ниобием, ураном, торием и фтором и называются «оловянными гранитами». Их форма  в плане варьирует от округлой до овальной, что согласуется с размещением внутри возрождающихся кальдер.
Обнажённые магматические породы Сен-Франсуа на глубине окружены несколько более молодым (~ 100 млн лет) широко распространённым террейном Спавино. Породы Спавино пересекаются в буровом керне по южному Миссури, южному Иллинойсу, северному Арканзасу, южному Канзасу и северо-востоку Оклахомы. Скалы Спавино встречаются только в обнажении вблизи Спавино, Оклахома. Риолиты и туфы пепловых потоков Спавино по существу идентичны вулканам гор Сент-Франсис (вулканические образования округа Вашингтон).
Горы Сен-Франсуа возникли в результате вулканической деятельности, тогда как большая часть окружающих Озарк образовалась на палеозойских осадочных породах в виде рассечённого плато. Локализованный вертикальный рельеф был вызван эрозией, последовавшей за поднятием в пенсильванский и пермский периоды, вызванным орогенией Уашита на юге. Возвышения, простирания и падения пластов структурного купола Озарка обычно расходятся вниз и наружу от гор Сент-Франсис.
Эти древние горы могут быть единственной областью на Среднем Западе Соединенных Штатов, никогда не подвергавшейся затоплению (о чем свидетельствует отсутствие морских окаменелостей) и существовавшей как архипелаг в палеозойских морях. Окаменелые кораллы, остатки древних рифов, можно найти среди скал по склонам гор. Эти древние рифовые комплексы сформировали локализованные структуры для минерализующих флюидов, которые привели к появлению богатых рудных месторождений в этом районе.
Магматические породы горы Сен-Франсуа. интерпретируются как серия кальдерных комплексов сходных по масштабу с Йеллоустонской кальдерой. Тем не менее, обсуждается вопрос, была ли магматическая активность связана с горячей точкой, такой как Йеллоустон, или с древней зоной субдукции. 

### Минеральные ресурсы

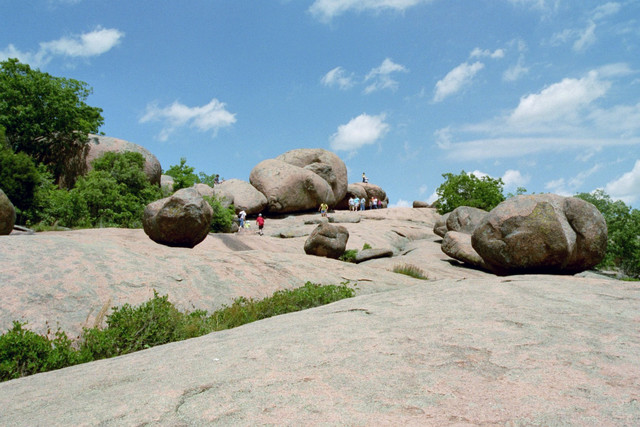
Парк «Слоновьи скалы»

Горы Сент-Франсис являются центром Свинцового пояса, региона добычи свинца, железа, барита, цинка, серебра, марганца, кобальта и никелевых руд. Историческая шахта Ла Мотт недалеко от Фредериктауна была местом добычи свинца французами ещё в 1720 году. Сегодня на эту территорию приходится более 90% производства первичного свинца в Соединённых Штатах.

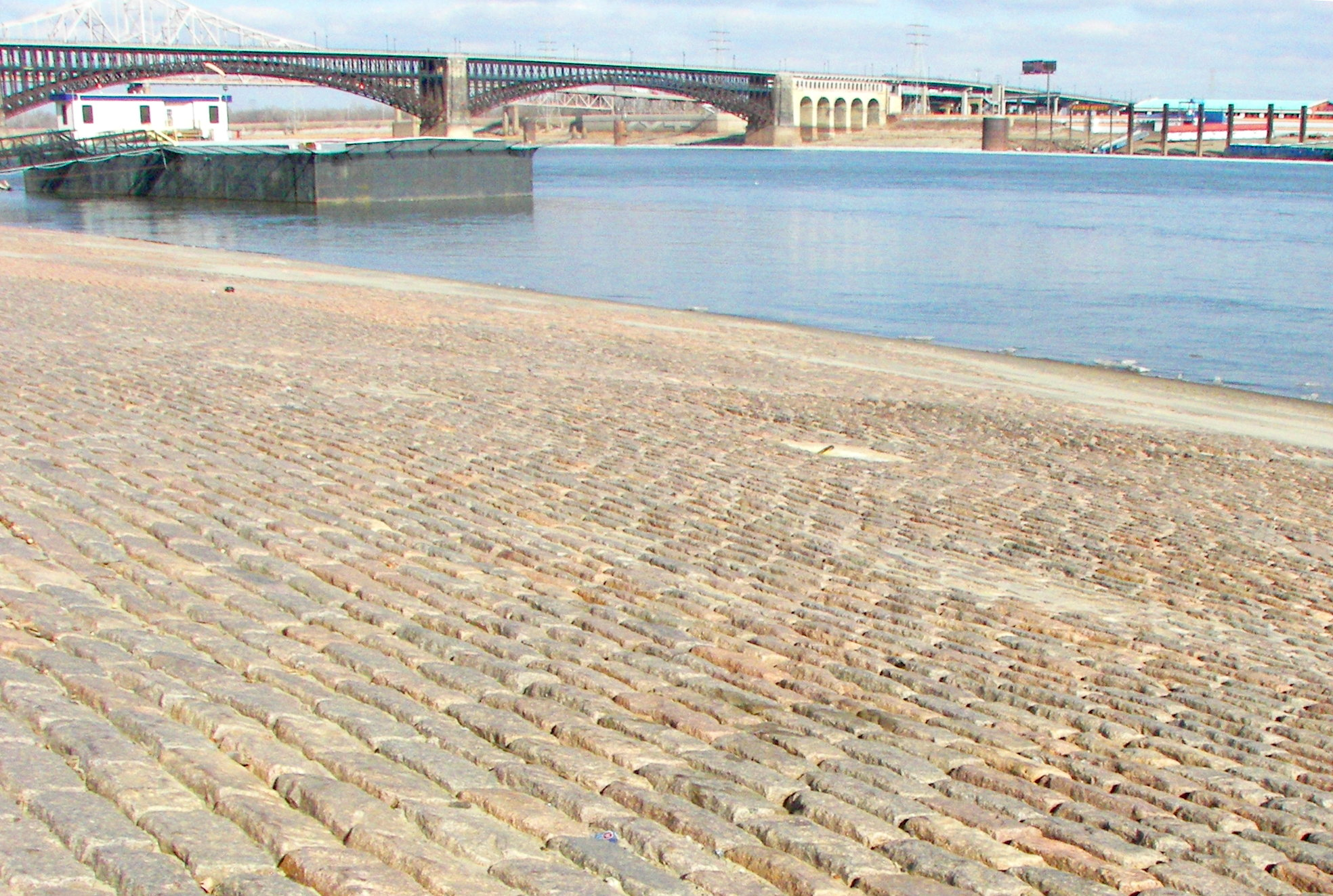
Гранит из этого региона использовался для мощения причала Сент-Луиса и опор моста Идс (на заднем плане).

Коммерческие карьеры гранита существуют с 1869 года в окрестностях парка штата Элефант Рокс. Красный архитектурный гранит, добываемый в этом районе, использовался в зданиях в Сент-Луисе и других районах страны. В настоящее время он продаётся как материал для надгробий Missouri Red.

### Структурные особенности
Гора Хьюз представляет собой хороший пример столбчатого соединения в магматическом риолите — того же процесса, который сформировал Башню Дьявола в Вайоминге и Мостовую гигантов в Ирландии. Столбчатая стыковка в этой области называется Дьявольскими сотами.

## Вершины

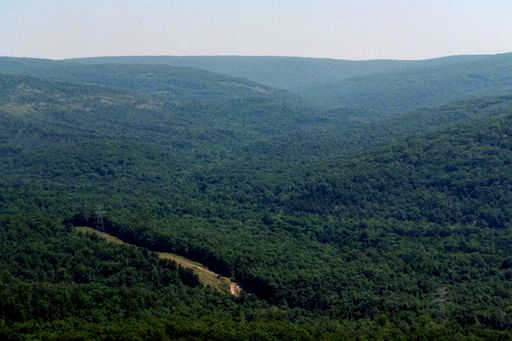
Гора Том-Сок — самая высокая точка в штате Миссури.

Наиболее значительные вершины хребта: Том-Сок, Белл, Буфорд, Проффит, Пилот-Кноб, Хьюз, Гоггин и Лид-Хилл. Их высота колеблется от 152 до 540 м. Гора Том-Сок — самая высокая на в хребте и самая высокая точка в штате, её высота составляет 540 м. .

## Отдых

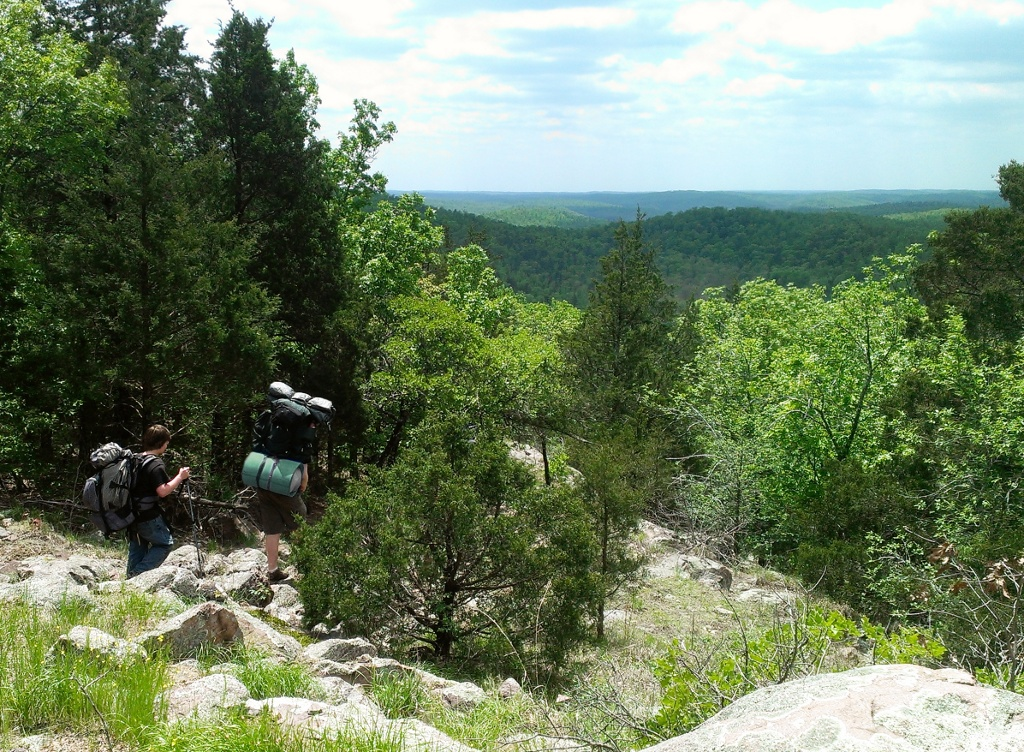
Тропа Озарк на горе Гоггинс в парке Джонсона

В этом регионе расположены пять парков штата Миссури — пакк Джонсона, парк Том-Сок, парк Сент-Джой, парк Сэма Бейкера и парк Элефант-Рокс. Общественные земли, принадлежащие Департаменту охраны природы штата Миссури, предлагают пешие прогулки, походы, охоту, рыбалку, греблю на каноэ и катание на лодках. Национальный лес Марка Твена содержит дополнительные общественные земли, в том числе пустыню Белл-Маунтин. Часть маршрута Озарк проходит через горы Сент-Франсис, в том числе популярный участок, пересекающий горы Том-Сок и Проффит.
Весной, когда уровень воды повышается, река Сент-Франсис в этом районе  представляет собой бурный поток, и с 1968 года здесь ежегодно проводятся чемпионаты штата Миссури по сплаву.